# Цикл насилия
Цикл наси́лия (англ. Cycle of abuse) — теория, разработанная Ленор Эдной Уокер для объяснения модели поведения человека, совершающего насильственные действия в отношениях.
Данную теорию относят к, так называемым, теориям социального цикла, утверждающим, что события и этапы происходящие в обществе и истории обычно циклично повторяются, в данном случае, описывается цикличность насильственного поведения в отношениях между людьми. Также можно использовать формулировку «цикл насилия» в общем плане для описания любого набора условий, которые закрепляют оскорбительные и дисфункциональные отношения. К примеру, подобное встречается в практике воспитания детей, которая, как правило, передается по наследству. Уокер использовала этот термин в более узком смысле, чтобы описать циклические модели спокойствия, насилия и примирения в близких отношениях. Критики предполагают, что теория была основана на неадекватных критериях исследования и поэтому не может быть обобщена.

## Краткий обзор
Ленор Уокер опросила 1500 женщин, подвергшихся домашнему насилию, и обнаружила, что существует однотипная модель жестокого обращения, названная «циклом жестокого обращения» . Первоначально Уокер предположила, что цикл жестокого обращения описывает контролирующее патриархальное поведение мужчин, которые чувствовали себя вправе издеваться над своими женами, для сохранения контроля над ними. Она использовала термины «цикл избиения» и «синдром избитой женщины». Наиболее часто встречается такая формулировка как «цикл злоупотреблений» по следующим причинам: 
1. для сохранения объективности;
2. потому что цикл жестокого обращения не всегда приводит к физическому насилию;
3. потому что симптомы синдрома наблюдались у мужчин и женщин и не ограничивались браком или свиданиями.

Так же Дональд Даттон (1994) пишет: «Распространенность насилия в гомосексуальных отношениях, которые, кажется, также проходят через циклы жестокого обращения, трудно объяснить с точки зрения доминирования мужчин над женщинами».
Концепция цикла жестокого обращения широко используется в программах направленных против домашнего насилия, особенно часто в Соединённых Штатах Америки. Критики утверждали, что эта теория ошибочна, поскольку она не применима так универсально, как предполагала Уокер, не точно или не полностью описывает все оскорбительные отношения и может подчеркивать идеологические предположения, а не эмпирические данные.

## Стадии
Цикл обычно происходит в следующем порядке: нарастающее напряжение, насилие, примирение или «медовый месяц», спокойствие. Он будет повторяться до тех пор, пока один из участников не остановит его. Чаще всего этот цикл можно разорвать с помощью ухода из отношений, но из-за неоднозначности поведения обидчика, жертва не способна на это без какого-либо внешнего вмешательства. Цикл может повторяться множество раз, полный цикл может занимать от нескольких часов до года или больше. Однако, продолжительность цикла обычно уменьшается со временем, так что стадии «примирения» и «успокоения» могут полностью исчезнуть, таким образом насилие становится более интенсивным, а циклы учащаются.
Ниже описаны особенности каждой из стадий:

### Стадия нарастающего напряжения
На данной стадии стресс возникает из-за давления в повседневной жизни: конфликты из-за детей, семейные проблемы, недопонимание или другие семейные конфликты. Он также возникает в результате болезни, юридических или финансовых проблем, безработицы или различных катастрофических событий. В течение этого периода обидчик чувствует, что его игнорируют, ему угрожают, раздражают или обижают. Ощущение длится в среднем от нескольких минут до часов, хотя может длиться до нескольких месяцев.
Чтобы предотвратить насилие, жертва может попытаться снизить напряжение, став послушной и заботливой. В качестве альтернативы жертва может спровоцировать обидчика на насилие, подготовиться к насилию или уменьшить степень травм от насильственных действий. Тем не менее, жестокое или оскорбительное поведение никогда не оправдывает обидчика.

### Стадия насилия
На этом этапе обидчик пытается доминировать над своей жертвой. Происходят вспышки агрессии, насилия и жестокого обращения, которые могут также включать словесные оскорбления и психологическое насилие.
В случае насилия со стороны одного партнера к другому в семейных отношениях, всё это негативно влияет и на детей, так как они становятся свидетелями насилия. Отношения ухудшаются не только между обидчиком и жертвой, но и между обидчиком и детьми. Высвобождение энергии снижает напряжение, и обидчик может почувствовать или выразить мнение, что жертва «добилась этого», «сама виновата в насилии, совершённом над ней».

### Стадия примирения или «медовый месяц»
Обидчик может начать испытывать угрызения совести, чувство вины или опасаться того, что его партнер уйдет или вызовет полицию, поэтому его поведение в корне меняется. Жертва же чувствует боль, страх, унижение, неуважение, замешательство и может ошибочно оценить происходящее на этой стадии.
Эта фаза, характеризующаяся любовью, извинениями или, альтернативно, игнорированием инцидента, знаменует очевидный конец насилия с заверениями, что это никогда не повторится снова или что обидчик сделает все возможное, чтобы измениться. На этом этапе обидчик может чувствовать или заявлять, что испытывает сильнейшее раскаяние и печаль. Некоторые обидчики уходят из ситуации без особых комментариев, но большинство в конечном итоге осыпают жертву любовью и заботой. Также обидчик может использовать членовредительство или угрозы самоубийства, чтобы завоевать сочувствие и/или помешать жертве насилия разорвать отношения с ним. Обидчики часто бывают настолько убедительными, а жертвы настолько стремятся к улучшению отношений, что остаются в этих отношениях.

### Стадия спокойствия
На этом этапе, который иногда рассматривается как часть стадии «медового месяца» (фазы примирения), отношения становятся относительно спокойными и мирными. В этот период обидчик может согласиться на консультацию у специалиста, попросить прощения и создать благоприятную атмосферу в отношениях. Интимный партнер, совершивший насилие, может покупать подарки, всячески ухаживая за жертвой или пара может заняться страстным сексом. Со временем извинения и просьбы обидчика о прощении становятся менее искренними и, как правило, направлены на предотвращение разлуки или стороннего вмешательства в отношения. Однако, неизбежно возникнут межличностные трудности, которые снова приведут к фазе нарастания напряжения. Эффект непрерывного цикла может включать потерю любви и возникновение презрения. Интимные партнеры могут расстаться, развестись или, в крайнем случае, один из партнеров становится убийцей другого.

## Критика
Цикл теории жестокого обращения Уокер считался революционной и важной концепцией в исследовании жестокого обращения и межличностного насилия, но слишком упрощенной, в сравнении с другими. Например, Скотт Аллен Джонсон разработал 14-этапный цикл, в котором этапы напряжения, примирения и успокоения были разбиты более подробно. Например, стадия «эскалации» или нарастания напряженности имеет под собой шесть, сменяющихся друг друга, стадий: нападение, разыгрывание плана мести, саморазрушительное поведение, ухаживание за жертвой и физическое и/или сексуальное насилие, за этим следует чувство облегчения, боязнь последствий, отвлечение внимания и оправдание жестокого обращения.
Дональд Даттон и Сьюзан Голант соглашаются, что цикл жестокого обращения Уокер точно описывает все циклически жестокие отношения, которые они изучали. Тем не менее, они также отмечают, что её первоначальное исследование было почти полностью основано на ненадёжных данных на основании небольшой группы женщин, в отношениях которых присутствовало насилие. Сама Уокер писала: «Эти женщины не были выбраны случайным образом, и они не могут считаться репрезентативной выборкой, из которой можно делать конкретные обобщения», чем подтверждала мнение Дональда Даттона и Сьюзан Голант.

## Влияние насилия на ребёнка
Рассматривая цикл насилия, нельзя не упомянуть о влиянии насилия на детей. Физическое насилие в раннем детстве является фактором риска развития последующего агрессивного поведения во взрослом возрасте. Помимо этого, дети подвергшиеся насилию зачастую склонны к девиантной модели поведения.
Дети склонны имитировать поведение собственных родителей, сверстников, а также существует мнение о том, что ребенок способен копировать поведение героев фильмов и телепередач, в особенности, когда их действия имеют позитивное подкрепление. Хьюсмен и Мойз пришли к выводу, что просмотр видеоматериалов, содержащих сцены насилия, влияют на агрессивность ребёнка как минимум пятью различными способами:
1. Имитирующее научение (с помощью наблюдения) — ребёнок усваивает и идентифицирует себя с определенной моделью поведения.
2. Десенситизирующее воздействие медианасилия — чем больше ребёнок погружается в видеоматериалы со сценами насилия, тем он менее чувствителен к ним, вдобавок, у него формируется позитивная установка по отношению к агрессивным действиям.
3. Оправдание насилия — ребёнок, у которого высокий уровень агрессивности, может прибегать к просмотру медианасилия, чтобы оправдать собственную агрессию.
4. Пробуждение агрессивных мыслей, идей и действий.
5. Низкий уровень физиологической отдачи — дети, которые увлечены медианасилием, как правило, испытывали меньшее физиологическое возбуждение от просмотра сцен насилия. Таким образом, потребляя подобные материалы, они пытаются поддерживать определенный уровень физиологического возбуждения.

Хьюсмен и Мойз считают, что дети, не достигшие 11-летнего возраста, не способны четко разделять фантазийный мир и реальность, поэтому в детском возрасте насилие воспринимается наиболее острым образом.